# Banketten
Banketten är en svensk dramafilm från 1948 i regi av Hasse Ekman. I huvudrollerna ses Eva Henning, Hasse Ekman, Sture Lagerwall, Birger Malmsten och Sven Lindberg.

## Handling
Jacob Cotten skall fylla 60 år och då han är en framstående person, kommer en bankett att hållas till hans ära. Vid denna meddelar hans yngste son Ivar, att han inte vill ta över förvaltningen av familjeförmögenheten eftersom han hyllar den kommunistiska ideologin och att han därför vill klara sig på egen hand.
Bankir Cottens dotter Vica lever i ett dysfunktionellt äktenskap, i vilket det förekommer våld, gräl, övergrepp och alkohol. Den äldste sonen Pierre är en bortskämd överklassyngling, som parasiterar på sin rika familj och som inte har någon avsikt att ändra sitt levnadssätt. 
Hur kommer det gå på banketten och vem kommer att ärva verksamheten och förmögenheten, som såväl skapat som förstört familjen Cotten?

## Om filmen
Filmen är baserad på Marika Stiernstedts roman med samma namn.
Den är inspelad 11 oktober–13 november 1948 i Sandrew-Ateljéerna i Stockholm. Exteriörerna är tagna i Stockholm. 
Filmen hade premiär den 18 december 1948 och är tillåten från 15 år. Den har även visats på SVT.

## Rollista
- Ernst Eklund - Jacob Cotten, bankir
- Elsa Carlsson - Agnes, hans hustru
- Sture Lagerwall - Pierre Cotten, deras son
- Eva Henning - Victoria "Vica" Stenbrott, Jacobs och Agnes dotter
- Hasse Ekman - Hugo Stenbrott, Vicas man, doktor i konsthistoria
- Sven Lindberg - Ivar, Jacobs och Agnes son, studerande
- Birger Malmsten - Rex Lundgren, medicine studerande, Vicas älskare
- Hilda Borgström - faster Alberta
- Jan Molander - Sixten, en bekant till Vica och Hugo
- Barbro Flodquist - Kate, en bekant till Vica och Hugo
- Ragnar Arvedson - disponenten på NK
- Solveig Lagström - Siri, hembiträdet hos Vica och Hugo

### Ej krediterade
- Eva Wikman - Gerda, hembiträde hos Jacob och Agnes
- Maj Törnblad - fröken Björklund, frisörskan
- Tord Stål - läkaren
- Marga Riégo - en sjuksyster på Sophiahemmet
- Nina Scenna - Hulda, kokerska hos Jacob och Agnes
- Emy Storm - kaféservitrisen
- Svea Holst - fru Bergman, sömmerska på NK
- Helga Brofeldt - ena kvinnan utanför entrén till banketten
- Wilma Malmlöf - andra kvinnan utanför entrén till banketten
- Segol Mann - mannen utanför entrén till banketten som säger "Förbannade kapitalistsvin"
- Lotten Olsson - moster Signe, Jacobs bordsdam vid banketten
- Anna-Lisa Fröberg - generalkonsulinnan på banketten
- Elvin Ottoson - toastmastern på banketten
- Sven Arvor - hovmästare på banketten
- Gösta Petersson - blomsterbudet
- Astrid Bodin - fru Olsson, garderobsvakten på Kungliga biblioteket
- Aurore Palmgren - fru Larsson (i de första tagningarna innehades rollen av Margit Andelius.

## Musik i filmen
- Put 'Em in a Box (Tie 'Em With a Ribbon and Throw 'Em in the Deep Blue Sea), musik Jule Styne, text Sammy Cahn (instrumental)
- Symfoni, nr 3, op. 90, F-dur, musik Johannes Brahms (instrumental)
- Kyssande vind, musik Nils B. Söderström, text Hjalmar Gullberg, Hasse Ekman läser
- Festspel, op. 25, musik Hugo Alfvén (instrumental)

## DVD
Filmen gavs ut på DVD 2010.